# 甘采維奇區
甘采維奇區（羅馬化：Gantsevichskiy rayon）是白俄羅斯西南部布列斯特州的一個區，行政中心为甘采維奇，面積1,709.58平方公里，2009年人口31,170，人口密度每平方公里18.23人。